# حكومة جنوب روسيا الأولى
حكومة جنوب روسيا (بالروسية: Южнорусское Правительство [1]) كانت حكومة تتبع الحركة البيضاء الروسية أسسها قائد قوات جنوب روسيا المسلحة أنطون دينيكين في نوفوروسياسك بكوبان في مارس من العام 1920 خلال الحرب الأهلية الروسية.
في 27 مارس 1920، أُجبر دينيكين على إخلاء نوفوروسياسك من أجل القرم والتي كانت الحركة البيضاء قد سيطرت عليها منذ يونيو 1919. ومع ذلك، أعفي دينيكين من منصبه، وخلفه الجنرال بيوتر رنجل، الذي أُنتخب قائدًا عامًا جديدًا للجيش الأبيض بواسطة المجلس العسكري. حُلت حكومة جنوب روسيا في 30 مارس في فيودوسيا. أنشأ رنجل حكومة جديدة لجنوب روسيا في سيفاستوبول في أبريل.
كانت هذه محاولة لإنشاء حكومة مدنية بواسطة السلطات البيضاء اعترافًا بأن الإهمال السابق للإدارة المدنية من قبل القيادة العامة لقوات جنوب روسيا المسلحة قد كلف دعم المدنيين البيض.[بحاجة لمصدر]